# Tarō Shinonome
Tarō Shinonome (東雲 太郎, Shinonome Tarō) est un mangaka japonais spécialisé dans le ecchi.

## Œuvres
- 2005 : Swing Out Sisters (スウイング アウト ツスターズ, Sūingu auto shisutāzu?)
- 2007-2009 : KimiKiss  (5 volumes)
- 2010-2012 : Amagami - Precious Diary (5 volumes)